# Bryonia cretica dioica

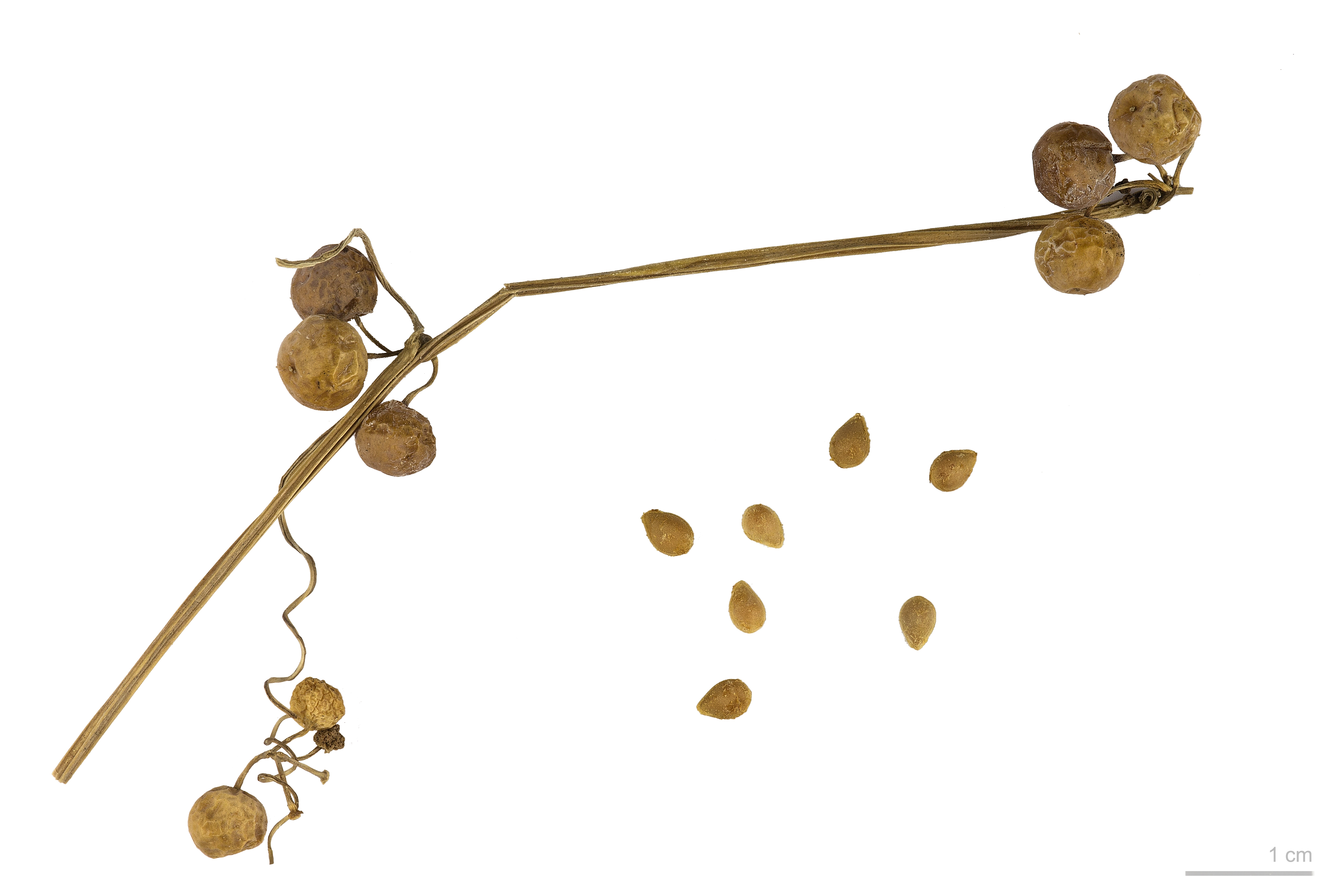
Bryonia dioica

La brionia comune (Bryonia cretica subsp. dioica (Jacq.) Tutin)  è una liana rampicante erbacea, perenne, appartenente alla famiglia delle Cucurbitaceae, originaria dell'Europa centrale e meridionale dell'Asia occidentale e dell'Africa settentrionale.

## Distribuzione e habitat
Vegeta in ambienti ruderali, boschi a mezz'ombra, siepi, dal mare alla regione sub-montana. È presente in tutte le regioni d’Italia ad eccezione della Sardegna.

## Morfologia
Pianta verde, con radice grossa, carnosa, amara, ramificata, amilacea e fortemente purgativa.
Il  fusto è gracile, rampicante 2–4 m, angoloso, ramoso, ispido, con peli corti radi e ghiandolosi, munito di cirri filiformi avvolti a spirale alla sommità.
 Foglie picciolate, palmate, con 5 lobi grandi, ovali, con il lobo mediano più grande degli altri, a volte stretto e allungato, con margine ondulato e denticolato, superficie ruvida, callosa, con peli radi e rigidi.
Fiori unisessuali portati su individui separati (dioica) riuniti in piccoli racemi ascellari, con pedicelli uguali o più brevi del picciolo, sessili. Fiori maschili con calice campanulato, corolla gialliccia, con lacinie ovali ed ottuse, più lunghe del calice, 5 stami, dei quali uno solitario e gli altri saldati in due coppie con filamento brevissimo, antere uniloculari, largamente ovali. Fiori femminili, con calice a tubo globoso e strozzato al di sopra dell'ovario, corolla gialliccia, come nei maschili, ovario ovoide diviso in tre false logge dalle placente parietali, multiovulato, con stilo semplice rinchiuso e tre stimmi papillosi.

Frutto a bacca rossa a maturazione delle dimensioni di un pisello, verde nei primi stadi, semi ovoidali, compressi, strettamente marginati e chiazzati di nero. Il frutto è velenoso.

### Specie simili
Ad una osservazione superficiale può essere confusa con Tamus communis ma quest'ultima è glabra, ha foglie a forma di cuore lucide, si arrampica per avvolgimento destrorso, ha fiori più piccoli, con perigonio di sei tepali, semi sferici bianco-gialli con albume corneo.
La radice può essere confusa con quella di Phytolacca spp. ma questa, ha fasci rotondi e filiformi, formano grosse linee circolari e non raggiate.

## Principi attivi
Le radici contengono due glucosidi la brionina e brionidina, un olio essenziale, sostanze pectiche e resinose (brioresina) olio, gomme
I semi contengono un olio grasso ma data la loro tossicità non sono impiegabili a scopi alimentari.

## Usi
Tutta la pianta è velenosa soprattutto le bacche. Le radici essiccate o più raramente fresche venivano utilizzate, a bassissime dosi, come purgante drastico, inoltre veniva utilizzata contro malattie respiratorie come la pertosse e nei processi infiammatori polmonari (Huchard), può provocare flusso emorroidario e mestruale data la congestione provocata sugli organi pelvici. In generale la pianta è irritante anche per contatto con la pelle in casi di sovradosaggi, può provocare vomito, dolori colici, diarree sanguigne, ematuria e può condurre alla morte per arresto cardiorespiratorio. Oggi dato i suoi inconvenienti non viene più utilizzata.